# Northland (Nowa Zelandia)
Northland (maor. Te Tai-tokerau) – region administracyjny na nowozelandzkiej Wyspie Północnej, najbardziej wysunięty na północ spośród regionów tego państwa.
W 2013 roku region liczył 151 689 mieszkańców. W 2006 było ich 148 470, zaś w 2001 – 140 133. Region dzieli się na 3 dystrykty:
- Far North
- Whangarei
- Kaipara